# Diplopoma crenulatum
Espèce
Statut de conservation UICN

NE : Non évalué
Diplopoma crenulatum (anciennement Chondropoma crenulatum) est une espèce de mollusques terrestres operculés de la famille des Annularidae, endémique des Petites Antilles.

## Description
Diplopoma crenulatum est un escargot à coquille allongée et conique, de dimension moyenne pour le genre, avec un taille comprise entre 8 et 14 mm. La coquille présente un ombilic ouvert. Le dernier quart de tour se dégage légèrement du corps de la coquille. Le premier tour et demi, lisse et sombre, est le plus souvent absent des coquilles adultes, tandis que les trois et demi à cinq tours restants sont ornées de fines rides spiralés plus ou moins proéminentes selon les populations, et de crêtes axiales dont une partie se prolonge en tubercules au niveau des sutures entre les tours. Ces dernières sont profondes. L'ouverture, ovale ou en forme de goutte, présente une lèvre interne et externe. La coquille blanc crème à beige, peut être ornée d'une série de fines lignes discontinues spiralées brunes.
L'anatomie et la radula de cette espèce ne sont pas connues.

## Distribution
La localité-type est la Guadeloupe. L'espèce est présente sur les îles suivantes,,, :
- St Barthélemy,
- Saint-Martin,
- Antigua et Barbuda,
- Guadeloupe (Basse-Terre et Grande-Terre),
- La Désirade,
- Petite-Terre,
- Les Saintes,
- Marie-Galante,
- Martinique.

L'espèce est également citée à Antigua et Barbuda.
Des spécimens de Diplopoma crenulatum ont récemment été collectés sur la péninsule du parc de Cabrits, en Dominique, où ils sont pensés introduits depuis les îles de Guadeloupe proches.
A l'exception de Saint Martin, où l'espèce proche Diplopoma pupiforme est mentionnée, Diplopoma crenulatum est la seule espèce d'Annulariidae connue sur les îles où elle est présente, la mention historique de Diplopoma julieni (Pfeiffer, 1866) en Guadeloupe ayant été revue et attribuée à D. crenulatum.

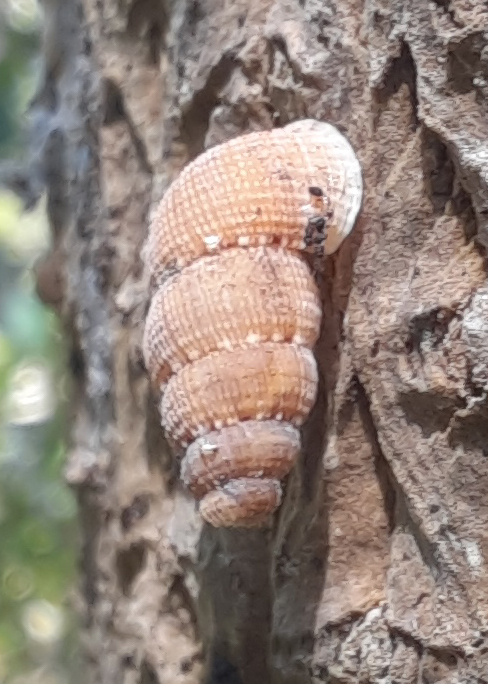
Diplopoma crenulatum sur un tronc de Bois cannelle Canella winterana en Guadeloupe.

## Écologie
Diplopoma crenulatum est une espèce  présente sur les troncs et les branches des arbres ou des buissons ou au sol parmi les débris. Comme tous les Annulariidae, D. crenulatum est une espèce calcicole commune sur les îles calcaires. Bien qu'en moins grand nombre, des spécimens se rencontrent également sur terrain volcanique, à l'exemple des Monts caraïbes ou des hauteurs de Bouillante, en Basse Terre,.
L'opercule que possède l'escargot lui permet de s'isoler dans sa coquille et de supporter les heures chaudes de la journée comme les périodes de sécheresse. Cette spécificité lui permet d'être bien représenté dans les environnements xérophiles. À la différence des autres espèces d'Annulariidae, D. crenulatum affectionne également les environnements proche du littoral.